# Contrôle d'accès obligatoire
Le Mandatory access control (MAC) ou contrôle d'accès obligatoire est une méthode de gestion des droits des utilisateurs pour l'usage de systèmes d'information.
Il existe d'autres méthodes telles que :
- le contrôle d'accès discrétionnaire (ou Discretionary Access Control - DAC) ;
- le contrôle d'accès à base de rôles (ou Role-Based Access Control - RBAC).

Le contrôle d'accès obligatoire est utilisé lorsque la politique de sécurité des systèmes d’information impose que les décisions de protection ne doivent pas être prises par le propriétaire des objets concernés, et lorsque ces décisions de protection doivent lui être imposées par le dit système. Le contrôle d'accès obligatoire doit permettre d'associer et de gérer des attributs de sécurité relatifs à cette politique, sur les fichiers et processus du système.
Les types de politiques de sécurité possibles pour un système informatique sont pris en compte pour déterminer sa classification en termes de niveau d'assurance selon la méthode « Critères communs », anciennement ITSEC (1991) ou TCSEC américaine de 1985 (DOD 5200.28) ayant défini le niveau « C2 » du Trusted Computer System Evaluation Criteria. Se référer aux profils CAPP (Controlled Access) et LSPP (Labeled Security Protection Profile) du niveau d'assurance EAL3 (ancien ITSEC E2).